# 표철민
표철민(Charles Pyo, 1985년 11월 9일 ~)은 대한민국의 제작자, 기업인이다.

## 생애
1999년 중학교 2학년 재학 중 첫 회사를 세운 국내 최연소 창업자로 알려져 있다. 2000년 시민단체에 독도 도메인을 무상으로 기증했다. 2006년 대학교 2학년 재학 중 위자드웍스를 창업해 한국에 위젯을 처음으로 소개했다. 위자드웍스는 2009년 네이버, 다음과 제휴해 위젯 업계 1위가 되었고 매월 1,742만 명에게 위젯 서비스를 제공했다. 표철민은 아시아 위젯 대중화에 기여한 공로로 美 BusinessWeek로부터 <아시아를 대표하는 젊은 기업가 25인>에 선정되었다. 2010년에는 소셜 네트워크 게임을 개발하는 루비콘게임즈를 창업했다. 2012년 실적 부진으로 게임 사업을 접고 솜노트를 개발했다. 솜노트는 2013년 카카오톡과 제휴해 한국의 1등 노트 앱이 되었고, 2014년에는 일본에서 1위를 차지했다. 표철민과 제작진은 솜노트 개발로 '인터넷의 오스카상'으로 불리는 제 17회 美 <Webby Awards>를 수상했다. 2014년에는 300만 명의 사용자를 보유한 여성용 생리 앱 <매직데이>를 옐로모바일에 매각했다. 2014년 12월 출시한 모바일 키보드 앱 <테마키보드>는 한국 앱스토어 1위를 차지하며 650만명의 사용자를 모았다. 2015년 표철민은 군 입대를 위해 10년간 운영한 위자드웍스를 광고 플랫폼 업체 아이지에이웍스에 매각했다. 2015년 3월 31세에 의무경찰로 입대해 2017년 1월 전역했다. 활발한 사회 참여로 2013년 29세의 나이에 벤처기업협회 이사가 되었다. 2012년에는 당시 집권 여당이던 한나라당 비상대책위원회의 자문위원으로 위촉되었으나 스스로 사퇴했다. 2013년 IT 전문 방송 <채널IT>의 MC로 <생방송 스마트쇼>를 진행했으며 KBS <심야토론>, <신년대토론>, tvN <김미경쇼> 등 각종 시사, 교양 프로그램의 패널로 활동했다. 2017년 8월부터 블록체인 컴퍼니 빌더인 체인파트너스의 대표를 맡고 있다. <스타트업 생존의 기술>(2017)과 <제발 그대로 살아도 괜찮아>(2011) 등 두 권의 저서가 있으며 2006년부터 창업 과정을 기록한 블로그 <Charles Pyo Ventures>를 운영하고 있다.

## 경력
- 2000년 4월 : 다드림커뮤니케이션 대표이사
- 2006년 8월 : 위자드웍스 대표이사
- 2009년 3월 : 중소기업청 정책자문위원
- 2010년 1월 : 한국블로그산업협회 부회장
- 2010년 4월 : 주식회사 루비콘게임즈 대표이사
- 2013년 7월 : 벤처기업협회 이사
- 2013년 8월 : 서울중앙지방법원 시민사법위원
- 2014년 6월 : 미래창조과학부 정보통신융합전문위원
- 2017년 8월 : 체인파트너스 대표이사
- 2017년 11월 : 국회 4차산업혁명특별위원회 자문위원
- 2018년 11월 : 대통령 직속 4차산업혁명위원회 위원
- 2020년 1월 : 과학기술정보통신부 ICT정책고객대표자회의 위원

## 수상과 선정
- 2008년 : 헤럴드경제 <미래를 여는 인물> 자랑스러운 경영자부문상
- 2009년 : 美 BusinessWeek <아시아를 대표하는 젊은 기업가 25인[6]
- 2010년 : 서울경제신문 <대한민국의 미래를 이끌 50인>[21]
- 2011년 : 대한민국벤처창업대전 <지식경제부장관상>[22]
- 2012년 : 동아일보 <10년뒤 대한민국을 이끌 100인>[23]
- 2012년 : 제12회 대한민국디지털경영혁신대상 <경영자부문 특별상>[24]
- 2013년 : 벤처기업협회 <창업자가 뽑은 닮고 싶은 창업가 롤 모델 베스트 20>[25]
- 2014년 : Forbes Korea <한국의 젊은 파워 리더 30인〉

## 저서
- 2011년 : 《제발 그대로 살아도 괜찮아》
- 2017년 : 《스타트업 생존의 기술》